# Divizia Națională (2007/2008)
Sezon 2007/2008 był 17. edycją rozgrywek o mistrzostwo Mołdawii. Tytuł mistrza kraju obronił zespół Sheriff Tyraspol. Tytuł króla strzelców przypadł Igorowi Picușceacowi, który w barwach FC Tiraspolu i Sheriffa Tyraspol strzelił 14 goli.

## Zespoły
| Uczestnicy poprzedniej edycji                                                                                 | Uczestnicy poprzedniej edycji | Uczestnicy poprzedniej edycji | Uczestnicy poprzedniej edycji |
| --- | ----------------------------- | ----------------------------- | ----------------------------- |
| SHE | Sheriff Tyraspol              | 1                             |                               |
| ZKI | Zimbru Kiszyniów              | 2                             |                               |
| NOT | Nistru Otaci                  | 3                             |                               |
| DAK | Dacia Kiszyniów               | 4                             |                               |
| TIR | FC Tiraspol                   | 5                             |                               |
| OLB | Olimpia Bielce                | 6                             |                               |
| POL | Politehnica Kiszyniów         | 7                             |                               |
| TIL | Tiligul Tyraspol              | 8                             |                               |
| ISR | Iscra-Stali Rybnica           | 9                             |                               |
| DNB | Dinamo Bendery                | 10                            |                               |
| Awans z Divizia A                                                                                             |                               |                               |                               |
| CSK | CSCA-Steaua Kiszyniów         |                               |                               |
| RPG | Rapid Ghidighici              |                               |                               |
| Oznaczenia: - kolumna pierwsza – skróty nazw drużyn, - kolumna trzecia – miejsce zajęte w poprzednim sezonie. |                               |                               |                               |

## Tabela końcowa
| Lp. | Drużyna               | M  | Z  | R  | P  | Bramki | Bramki | Różn. | Pkt | Uwagi                                       |
| --- | --------------------- | -- | -- | -- | -- | ------ | ------ | ----- | --- | ------------------------------------------- |
| 1   | Sheriff Tyraspol (M)  | 30 | 26 | 3  | 1  | 68     | 8      | +60   | 81  | Liga Mistrzów UEFA • I runda kwalifikacyjna |
| 2   | Dacia Kiszyniów       | 30 | 19 | 5  | 6  | 60     | 28     | +32   | 62  | Puchar UEFA • I runda kwalifikacyjna        |
| 3   | Nistru Otaci          | 30 | 17 | 8  | 5  | 34     | 17     | +17   | 59  | Puchar UEFA • I runda kwalifikacyjna        |
| 4   | FC Tiraspol           | 30 | 16 | 7  | 7  | 36     | 21     | +15   | 55  | Puchar Intertoto • I runda                  |
| 5   | Zimbru Kiszyniów      | 30 | 13 | 13 | 4  | 43     | 21     | +22   | 52  |                                             |
| 6   | Iscra-Stali Rybnica   | 30 | 9  | 8  | 13 | 23     | 34     | −11   | 35  |                                             |
| 7   | Tiligul Tyraspol      | 30 | 7  | 8  | 15 | 16     | 36     | −20   | 29  |                                             |
| 8   | Olimpia Bielce        | 30 | 7  | 6  | 17 | 24     | 46     | −22   | 27  |                                             |
| 9   | Dinamo Bendery        | 30 | 7  | 5  | 18 | 30     | 57     | −27   | 26  |                                             |
| 10  | CSCA-Steaua Kiszyniów | 30 | 5  | 3  | 22 | 21     | 55     | −34   | 18  |                                             |
| 11  | Politehnica Kiszyniów | 30 | 5  | 3  | 22 | 21     | 55     | −34   | 18  |                                             |
| —   | Rapid Ghidighici1 (S) | 0  | 0  | 0  | 0  | 0      | 0      | 0     | 0   | Spadek do Divizii A                         |

Po sezonie doszło do fuzji zespołów CSCA-Steaua Kiszyniów i Rapid Ghidighici. Nowy zespół przyjął nazwę CSCA-Rapid Ghidighici.
Żaden zespół nie spadł, ale Politehnica Kiszyniów wycofała się 1 lipca 2008 przed startem nowego sezonu. 

## Najlepsi Strzelcy
|   | Piłkarz        | Klub                           | Gole |
| - | -------------- | ------------------------------ | ---- |
| 1 | Igor Picușceac | FC Tiraspol / Sheriff Tyraspol | 14   |
| 2 | Ngaha Collins  | Nistru Otaci                   | 13   |
| 3 | Aleksej Kuciuk | Sheriff Tyraspol               | 13   |
| 4 | Djaba Dvali    | Dacia Kiszyniów                | 13   |
| 5 | Aleksej Żdanow | Zimbru Kiszyniów               | 12   |